# Château de Poinsac
Le château de Poinsac est un édifice situé à Coubon, en France.

## Localisation
Le château est situé sur le territoire de la commune de Coubon, à deux kilomètres du bourg sur le plateau dominant Coubon et la Loire, dans le département  de la Haute-Loire, en région Auvergne-Rhône-Alpes.

## Description
En 1390, l'autorisation de construire le donjon fut donnée. À cette époque, existait déjà un logis non défendable. Sous Louis XIII, le château est brûlé en représailles au ralliement du seigneur de Poinsac à la cause du duc d'Orléans. Par la suite, le château est restauré. Au XVIIIe siècle, les travaux extérieurs affectent la façade occidentale, et à l'intérieur mise en place de boiseries et de stucs de style Louis XIV. Nouveaux aménagements au début du XXe siècle. Dans le donjon, une salle conserve un plafond peint du XVe siècle. Au-dessus, un étage de défense et un chemin de ronde sur mâchicoulis en voutains et échauguettes. Une salle a été transformée à la fin du XIXe siècle, mais conserve sa cheminée du XVe siècle avec crosses et sommiers. Le hall d'entrée et la cage d'escalier du XVIIIe siècle sont décorés de stucs avec cariatides et porte à fronton sur colonnes. Le grand salon conserve des boiseries, des stucs et des panneaux peints décorés de gypseries. La bibliothèque présente de la menuiserie ancienne, ainsi que des dessus de cheminées en stuc.

## Historique
Le château est classé au titre des monuments historiques par arrêté du 6 avril 1987.